# Pterolophia semilunaris
Pterolophia semilunaris är en skalbaggsart som beskrevs av Stefan von Breuning 1938. Pterolophia semilunaris ingår i släktet Pterolophia och familjen långhorningar. Inga underarter finns listade i Catalogue of Life.